# 臺灣書店
臺灣書店（英語：Taiwan Book Store）最早可追溯自1911年由臺灣總督府文教局成立的「臺灣書籍株式會社」，負責教科書的印製，二戰後於1945年改名為「教科書總批發所」，翌年又改組為「臺灣書店」，以出版經銷教科書、教育書籍與兒童讀物聞名台灣，2003年不敵教科書市場開放而裁撤。

臺灣書店商標

## 歷史
創辦

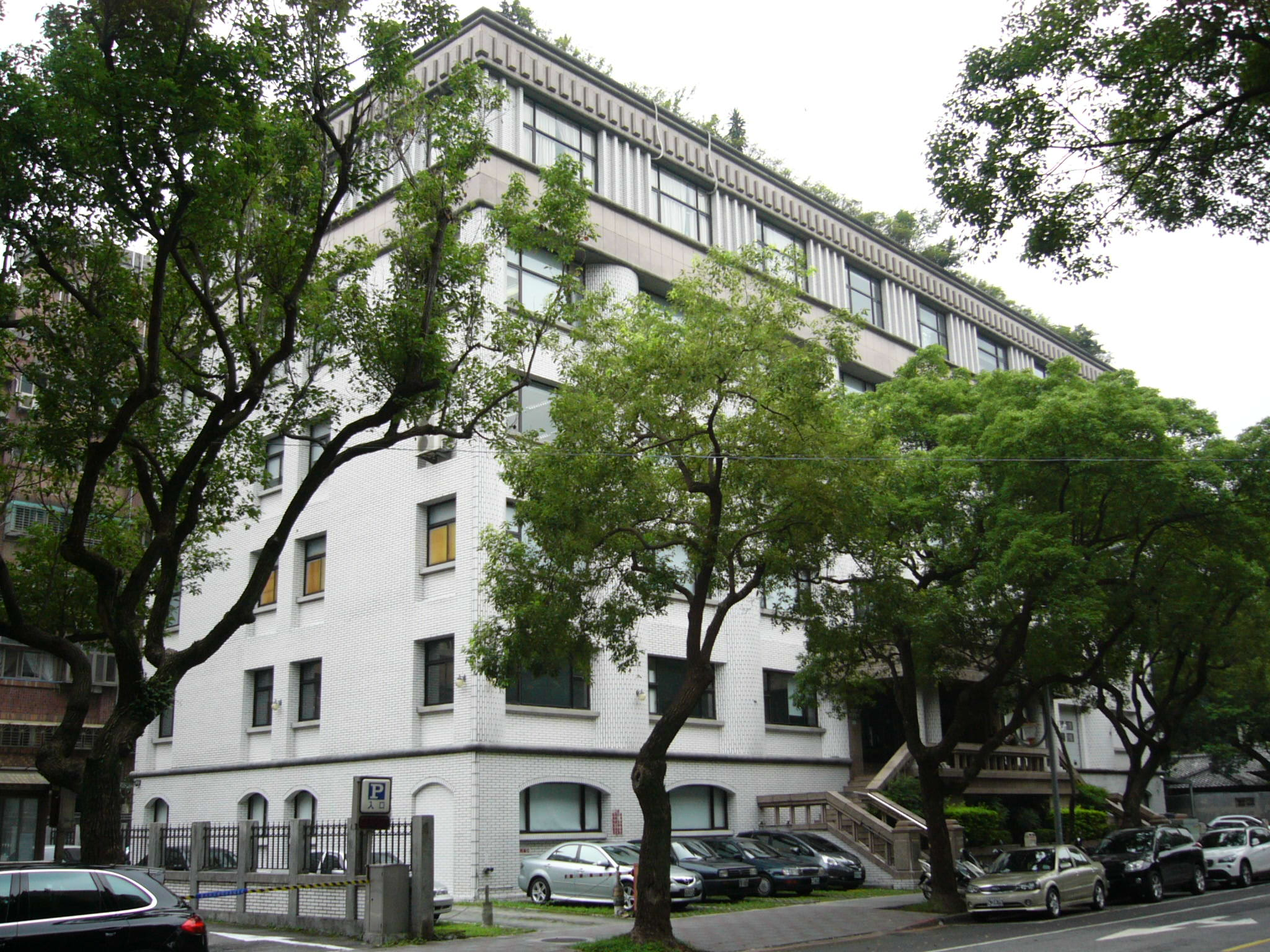
中華民國教育部第三辦公室，曾是臺灣書店辦公地點。

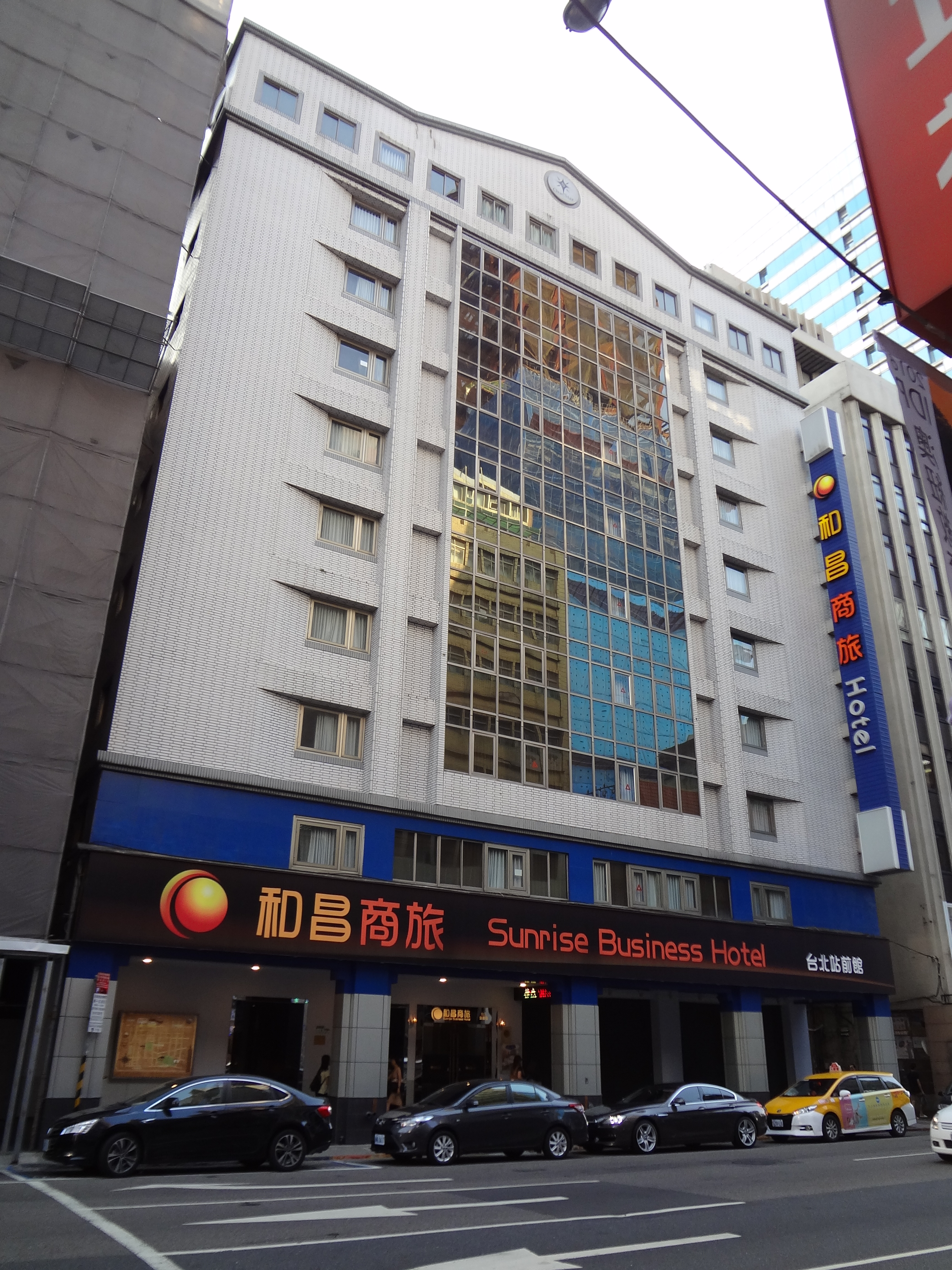
臺灣書店門市部原址

臺灣書店的前身為日治時期的「臺灣書籍株式會社」，隸屬於臺灣總督府文教局，位於今台北市徐州路48號，並於今台北市重慶南路一段14號設門市部。後該棟建築拆除後，目前則剩下位於台北市忠孝東路一段172號的總部；臺灣書籍株式會社轄印刷廠（位於今台北市忠孝東路）、倉庫（位於今台北市徐州路）各一座，當時員工約二百餘人，以印製中小學教科書、參考書為主要業務。
1945年，臺灣省行政長官公署教育處接管臺灣書籍株式會社，臺灣書籍株式會社改名「教科書總批發所」。1946年6月1日，教科書總批發所改組為「臺灣書店」，隸屬臺灣省行政長官公署教育處，除保留店址、廠房、倉庫外，印刷廠設備與人員等移轉給臺灣省行政長官公署工礦處。1947年臺灣省行政長官公署改制為臺灣省政府後，臺灣書店隸屬臺灣省政府教育廳。1970年，臺灣書店在臺北縣中和市（今新北市中和區）購地1181坪，興建440坪倉庫一座及員工宿舍7戶。1972年，臺灣書店中和倉庫竣工啟用。台灣省虛級化之後，臺灣書店直接隸屬中華民國教育部。
「臺灣書店」四字的楷書標準字體是臺灣書店總經理吳正牧任內邀請桃園市知名書法家黃群英題名。
早年台灣九年國民義務教育所使用的教科書皆由國立編譯館依各科目聘請相關學者專家組成「教科用書編審委員會」審定，稱為「部定本」，交付指定公、民營書局聯合印刷、發行，臺灣書店則是總經銷商。當時每年約需印製國民小學教科書（國語、數學、社會、自然科學、生活與倫理、健康教育）約5,000萬冊，供應台澎金馬地區各國民小學使用。在1990年代後半期，如果需要換書，必須寄到臺灣書店中和倉庫（台北縣中和市景新街210巷2弄1號），並寫明寄件人及其地址。
除了中小學教科書，臺灣書店也出版、印刷、銷售各種教育]]圖書，包括世界名著、大專用書、心理衛生叢書、訓育叢書、國民教育輔導叢書、國小教師叢書、師範教師叢書、高級職業學校用書、中等學校用書、《中華兒童叢書》、《中華兒童百科全書》、《中華幼兒圖畫書》、《兒童的雜誌》、幼稚園教材、國中補習學校用書、國小補習學校用書、《中山文庫》（中山學術文化基金會發行）、《大考通訊月刊》（大考通訊社發行）等。
1996年7月，由於台灣教育改革，教育部由小學一年級開始，逐年開放民營出版商編印的小學教科書。民營出版商編印的教科書，必須經由教育部審定合格才可上市，稱為「審定本」。南一書局、翰林出版、康和出版（今康軒文教事業）等民營出版商從藝能科（體育、音樂、美勞、美術、工藝、家政）教科書開始搶食中小學教科書市場。
民營化
1954年至2001年，臺灣書店歷年皆有盈餘上繳國庫。1999年，臺灣書店保留盈餘作為民營化所需之經費，而未上繳國庫。2001年2月8日，教育部召開「臺灣書店督導小組第二次會議」，討論臺灣書店之裁併事宜，並函報行政院，奉准於2003年12月31日前裁併臺灣書店。經過11次「臺灣書店裁併督導小組會議」及2次「臺灣書店裁併清理小組會議」，完成臺灣書店各項工作檢討、交接清冊及後續辦理事宜。2001年7月，教育部全面開放中小學教科書市場，臺灣書店的市場競爭力逐年下跌，收入逐年下降，支出逐年遞增。2002年，臺灣書店產生虧損。
結束
2003年12月29日下午，教育部舉辦「臺灣書店歷史回顧茶話會」。
2003年12月31日，臺灣書店遭裁併，結束營業，員工全部辦理優惠資退；員工具有公務人員任用資格者，依個人意願，由教育部安置至各司處及部屬館所服務。同日，教育部成立「臺灣書店裁併清理小組」，預計於六個月內完成臺灣書店待辦之帳務、資產、稅務、欠款等業務，並擬具「清理報告」呈報行政院核備。臺灣書店留存的圖書約150萬冊，被委外清理，預計於2004年2月完成贈送各中小學。臺灣書店歷年出版、印刷所用之底片約1232種，「臺灣書店」四字的楷書標準字體與臺灣書店商標，交由國立教育資料館保存。

## 門市建築
臺灣書店位於臺北市重慶南路一段14號的門市大樓為1915年臺北市「市區改正」的案例。1989年被列入「歷史風貌保存區」，但仍於1990年被拆除改建。臺灣書店裁併後，該建築目前做為旅館使用。改建前曾經進行測繪保存工作，製作1/50比例模型與招牌，現藏國立科學工藝博物館。

## 外部連結
- 虛擬展場系列--台灣書店